# エンバイロン
『エンバイロン』（原題：PARASITE）は、イギリスの映画作品。

## キャスト
※括弧内は日本語吹き替え
- クリスティーン - サスキア・グールド（林真里花）
- ミッキー - コンラッド・ホイッテカー（高宮俊介）
- ジェイコブ - G・W・スティーヴンス（佐々木誠二）
- ニルス - ニコラス・ローリンソン（手塚秀彰）
- キム - マーガレット・トンプソン（村井かずさ）
- デッカー - ルーク・スペンサー（檜山修之）